# Danièle Brégis
Danièle Brégis, née en août 1902 et morte à une date indéterminée après 1957, est une artiste lyrique et une actrice de théâtre et de cinéma française.

## Biographie
Élève du Conservatoire de Paris de 1921 à 1926 où elle obtient une première médaille de solfège et un premier prix d'opéra-comique, Léon Volterra, propriétaire du Casino de Paris, du théâtre de Paris et du Théâtre Marigny, la fait jouer dans des revues et dans des comédies d'Yves Mirande, de Sacha Guitry ou de Flers et Croisset. En 1927, elle crée Venise de Tiarko Richepin à Marigny.
Elle passe ensuite au Châtelet et à Mogador où elle triomphe en 1931 dans La Vie parisienne avec Max Dearly, Jane Marnac, Félix Oudart, Jeanne Saint-Bonnet et Henry-Laverne avec plus de 300 représentations. Après la Gaîté Lyrique, où elle chante dans Le Pays du Sourire en 1932 sous la direction de Franz Lehar, elle revient au Châtelet où elle crée Rose de France de Sigmund Romberg en 1933 et Au Soleil du Mexique de Maurice Yvain en 1935.
La cantatrice est engagée, en 1938, au théâtre Royal de la Monnaie à Bruxelles où elle chante, en plus de l'opéra-comique, le répertoire d'opéra.
Elle débute le 5 octobre 1943 dans le Bon roi Dagobert à l’Opéra-comique.
À la Monnaie, pendant et après la guerre, elle chante aussi l'opérette. Sous la direction Joseph Rogatchewsky, elle y crée La Vie Parisienne en 1953. Elle parait pour la dernière fois sur scène en 1957 et demeure à Bruxelles. Elle avait alors 55 ans.
Ses date et lieu de décès demeurent inconnus.

## Prix et récompenses
- 1924 : Premier accessit d'opéra-comique au Conservatoire de Paris (classe de Jacques Isnardon).
- 1925 : Troisième médaille de solfège décernée par le Conservatoire de Paris (classe d'Albert Vernaelde).
- 1925 : Second prix d'opéra-comique au Conservatoire de Paris (classe d'Albert Carré)[9],[10].
- 1925 : Prix Molé-Truffier remis par le Conservatoire de Paris.
- 1926 : Première médaille de solfège décernée par le Conservatoire de Paris (classe d'Albert Vernaelde).
- 1926 : Premier prix d'opéra-comique au Conservatoire de Paris (classe d'Albert Carré)[11].
- 1926 : Prix de la Fondation Ambroise Thomas remis par le Conservatoire de Paris.
- 1926 : Prix de la Fondation Fargueil remis par le Conservatoire de Paris.

## Théâtre

### Opérettes et comédies musicales
- 1921 : Acis, pastorale en 1 acte en vers d'Émile Cazalis, musique de Simon Renard-Planquette, au théâtre de Verdure du Pré-Catelan (11 septembre) : Chrysis[12].
- 1921 : Marie de Magdala, pièce sacrée en 3 actes de Wilfrid Lucas, musique de scène d'Henri Nibelle, au théâtre de Verdure du Pré-Catelan (25 septembre) : Évodie[13].
- 1922 : La Montée vers l'Amour, tragédie-farce en 5 actes de Salvator Schiff, musique de Jacques Janin[14], au Nouveau-Théâtre de Paris (10 mars).
- 1924 : La Folle escapade, opérette en 3 actes de Maurice de Marsan et Régis Gignoux, musique d'Octave Crémieux, avec Polin, au théâtre des Variétés de Marseille (23 février) : Cécile[15]
- 1926 : Vive la République !, revue en 2 actes et 20 tableaux de Sacha Guitry et Albert Willemetz, au théâtre Marigny (8 avril)[16],[17]
- 1927 : 1927, revue du théâtre Marigny avec Raimu (mars)[18]
- 1927 : Ciboulette, opérette en trois actes de Reynaldo Hahn, sur un livret de Robert de Flers et Francis de Croisset, au théâtre Marigny (janvier)[19]
- 1927 : Venise, opérette en 3 actes d'André Mouëzy-Eon, paroles d'Albert Willemetz ; musique de Tiarko Richepin, création au Théâtre Marigny le 25 juin 1927 : Stella[20].
- 1927 : Les Ailes de Paris, revue d'hiver à grand spectacle en 2 actes de Saint-Granier, Albert Willemetz et Jean Le Seyeux, au Casino de Paris avec Maurice Chevalier (9 décembre) : Zénobie[21]
- 1929 : Sans façons, opérette de Jean Alley, paroles de Léopold Marchand, musique de Georges Auric, création au théâtre Daunou[22].
- 1929 : Robert le Pirate, opérette en 2 actes et 14 tableaux, d'après The New Moon (en), livret d'Oscar Hammerstein, Franck Mandel et Laurence Schwab, adaptation française d'Albert Willemetz, musique de Sigmund Romberg, création au théâtre du Châtelet, 20 décembre 1929 : Denise[23],[24].
- 1930 : Princess Charming (en) d'Albert Szirmai à l'Imperial Theatre de Broadway et à Boston avec Jeanne Aubert.
- 1930 : Femme de minuit, opérette en 3 actes d'André Barde, musique de Raoul Moretti, au théâtre des Nouveautés (décembre) : Odette Maréchal[25].
- 1931 : La Vie parisienne, opéra bouffe en quatre actes d'Henri Meilhac et Ludovic Halévy, musique de Jacques Offenbach avec Max Dearly au théâtre Mogador (mars) : Métella[26].
- 1931 : Les Canards mandarins, comédie musicale en 3 actes d'Henri Duvernois et Pascal Fortuny, paroles de Léon Guillot de Saix, musique de Louis Beydts, création à l'Opéra de Monte-Carlo : Fleur d'Amande[27],[28].
- 1932 : Le Pays du sourire de Franz Lehár à la Gaîté-Lyrique[29]
- 1933 : La Fille de madame Angot au théâtre de la Porte Saint-Martin[30]
- 1933: Rip d'Henri Meilhac au théâtre de la Porte Saint-Martin (mai) : Nelly[31]
- 1933: La Dame blanche au théâtre de la Porte Saint-Martin[32]
- 1933 : Rose de France, opérette en 2 actes, livret d'André Mouëzy-Eon, paroles d'Albert Willemetz, musique de Sigmund Romberg, mise en scène de Maurice Lehmann, création au Théâtre du Châtelet (novembre) : Marie-Louise d'Orléans[33],[34]
- 1934 : La Vie parisienne, opéra bouffe en quatre actes d'Henri Meilhac et Ludovic Halévy, musique de Jacques Offenbach reprise le 26 septembre 1934 au théâtre Mogador[35],[36].
- 1935 : Au Soleil du Mexique, opérette à grand spectacle d'André Mouëzy-Eon et Albert Willemetz, musique de Maurice Yvain et Robert Granville, mise en scène et présentation de Maurice Lehmann au théâtre du Châtelet (décembre) : Fanély Revoil[37],[38].
- 1937 : Paganini, opérette viennoise en 3 actes de Franz Lehár sur un livret de Knepler et Jerbach adapté en français par André Rivoire, à la Gaieté-Lyrique[39]
- 1941 : Le Pays du sourire, opérette en 3 actes de Franz Lehár, création au théâtre royal de la Monnaie à Bruxelles[40]
- 1941 : Véronique, opérette en 3 actes d'André Messager, création au théâtre royal de la Monnaie (11 juillet) : Hélène de Solanges.
- 1941 : Le Comte de Luxembourg, opérette en 3 actes de Franz Lehár, création au théâtre royal de la Monnaie (17 août) : Suzanne Didier.
- 1944 : Fortunio, opéra-comique en 4 actes d'André Messager, création au théâtre royal de la Monnaie (1er janvier) : Jacqueline.

### Opéras
- 1938 : Manon Lescaut, opéra en 4 actes de Puccini, au théâtre royal de la Monnaie à Bruxelles (octobre) : Manon Lescaut[41].
- 1939 : Martha, opéra en 4 actes, livret de Friedrich Wilhelm Riese, musique de Friedrich von Flotow, d'après une histoire de Jules-Henri Vernoy de Saint-Georges, au théâtre royal de la Monnaie à Bruxelles (mai) : Martha.
- 1939 : La Reine Flammette, opéra en 4 actes et 6 tableaux, livret de Catulle Mendès, musique de Xavier Leroux, au théâtre royal de la Monnaie à Bruxelles (novembre) : la Reine Flammette.
- 1940 : La Basoche, opéra en 3 actes, livret d'Albert Carré, musique d'André Messager, au théâtre royal de la Monnaie à Bruxelles (janvier) :Marie d'Angleterre.

## Filmographie
- 1932 : Baby / Kiki, film franco-allemand de Pierre Billon et Karl Lamac : Blanche Pigalle[42]
- 1932 : Passionnément de René Guissart et Louis Mercanton : Hélène Le Barrois
- 1933 : Moi et l'Impératrice de Friedrich Hollaender et Paul Martin : l'Impératrice Eugénie [43]
- 1933 : Une femme au volant de Pierre Billon et Kurt Gerron : la cantatrice
- 1934 : Le Cavalier Lafleur de Pierre-Jean Ducis : Mme Lafleur
- 1935 : La Fille de Madame Angot de Jean-Bernard Derosne : Mademoiselle Lange[44]

## Enregistrements
On peut l'écouter sur plusieurs enregistrements sous les labels Polydor, Columbia, Odeon et Decca.